# 鄭善溶
鄭 善溶（チョン・ソニョン、朝: 정선용、英: Jung　Sun-Yong、1971年3月11日 - ）は、韓国の女子柔道家。現役時代は56kg級の選手。

## 人物
16歳の時に福岡国際で優勝した。その後世界選手権で3位になるが、1992年バルセロナオリンピックではメダルを取れなかった。1995年の世界選手権と翌年のアトランタオリンピックでは決勝に進むも、ともにドリュリス・ゴンサレスに敗れて2位に終わり、オリンピック後には現役を引退した。現在は小学校の教師を務める。

## 主な戦績
- 1987年 - 福岡国際　優勝
- 1988年 - アジア選手権　3位
- 1988年 - 福岡国際　優勝
- 1989年 - 世界選手権　3位
- 1990年 - グッドウィルゲームズ　優勝
- 1990年 - 世界学生　3位
- 1991年 - フランス国際　優勝
- 1991年 - 世界選手権　5位
- 1991年 - 福岡国際　優勝
- 1992年 - 福岡国際　優勝
- 1993年 - フランス国際　優勝
- 1993年 - ドイツ国際　優勝
- 1993年 - 世界選手権　5位
- 1993年 - アジア選手権　優勝
- 1994年 - フランス国際　3位
- 1994年 - オーストリア国際　優勝
- 1994年 - ドイツ国際　2位
- 1994年 - アジア大会　優勝
- 1995年 - フランス国際　優勝
- 1995年 - ユニバーシアード　3位
- 1995年 - 世界選手権　2位
- 1995年 - アジア選手権　優勝
- 1995年 - 福岡国際　優勝
- 1996年 - オーストリア国際　3位
- 1996年 - ドイツ国際　2位
- 1996年 - アトランタオリンピック　2位